# Ульянко, Павел Николаевич
Ульянко, Павел Николаевич (бел.  Павел Мікалаевіч Ульянка; род. 6 апреля 1979, Минск, Белорусская ССР, СССР) — белорусский профессиональный баскетболист, игравший на позиции лёгкого форварда.

## Биография
Павел Ульянко — воспитанник минской СДЮШОР №10, занимался у тренеров Михаила Аркадьевича Феймана и Германа Геннадьевича Радюка.
Игровую карьеру начинал в белорусских клубах «Автозаводец-Дженти» и РТИ-ОЗАА, становился призёром чемпионата Беларуси.
В 2000 году по приглашению  Олега Львовича Кима перешёл в российский клуб «Союз» из Заречного, впоследствии выступал под руководством этого наставника в клубах «Химик-Автодор» и ЦСК ВВС-Самара. В составе самарского клуба стал обладателем Кубка вызова ФИБА в сезоне 2006/2007.
С 2007 года выступал за украинские клубы, в составе клуба «Говерла» из Ивано-Франковска стал бронзовым призёром чемпионата Украины в сезоне 2010/2011.
По опросу газеты «Прессбол» стал лучшим баскетболистом Беларуси 2010 года.
В сезоне 2011/2012 выступал в клубе «Калев/Крамо» из Таллина, выиграл с ним чемпионат Эстонии.
В 2012 году вернулся в Белоруссию, выступал за клуб «Цмоки-Минск», выиграл с ним по 5 раз чемпионат и Кубок Беларуси.
Являлся игроком сборной Беларуси по баскетболу с 1998 по 2013 год, был её капитаном.
Завершил игровую карьеру в сентябре 2017 года.
Женат, имеет двух детей.

## Достижения
- Чемпион Беларуси 2012/13, 2013/14, 2014/15, 2015/16, 2016/17.
- Серебряный призёр чемпионата Беларуси 1998/99.
- Бронзовый призёр чемпионата Беларуси 1999/2000.
- Обладатель Кубка Беларуси 2012, 2013, 2014, 2015, 2016.
- Чемпион Эстонии 2011/12.
- Бронзовый призёр чемпионата Украины 2010/11.
- Обладатель Кубка вызова ФИБА 2006/07.